# Charles Inglis (Ingenieur)
Charles Edward Inglis (ausgesprochen Ingels) (* 31. Juli 1875 in Worcester; † 19. April 1952 in Southwold) war ein britischer Ingenieurwissenschaftler und Bauingenieur.

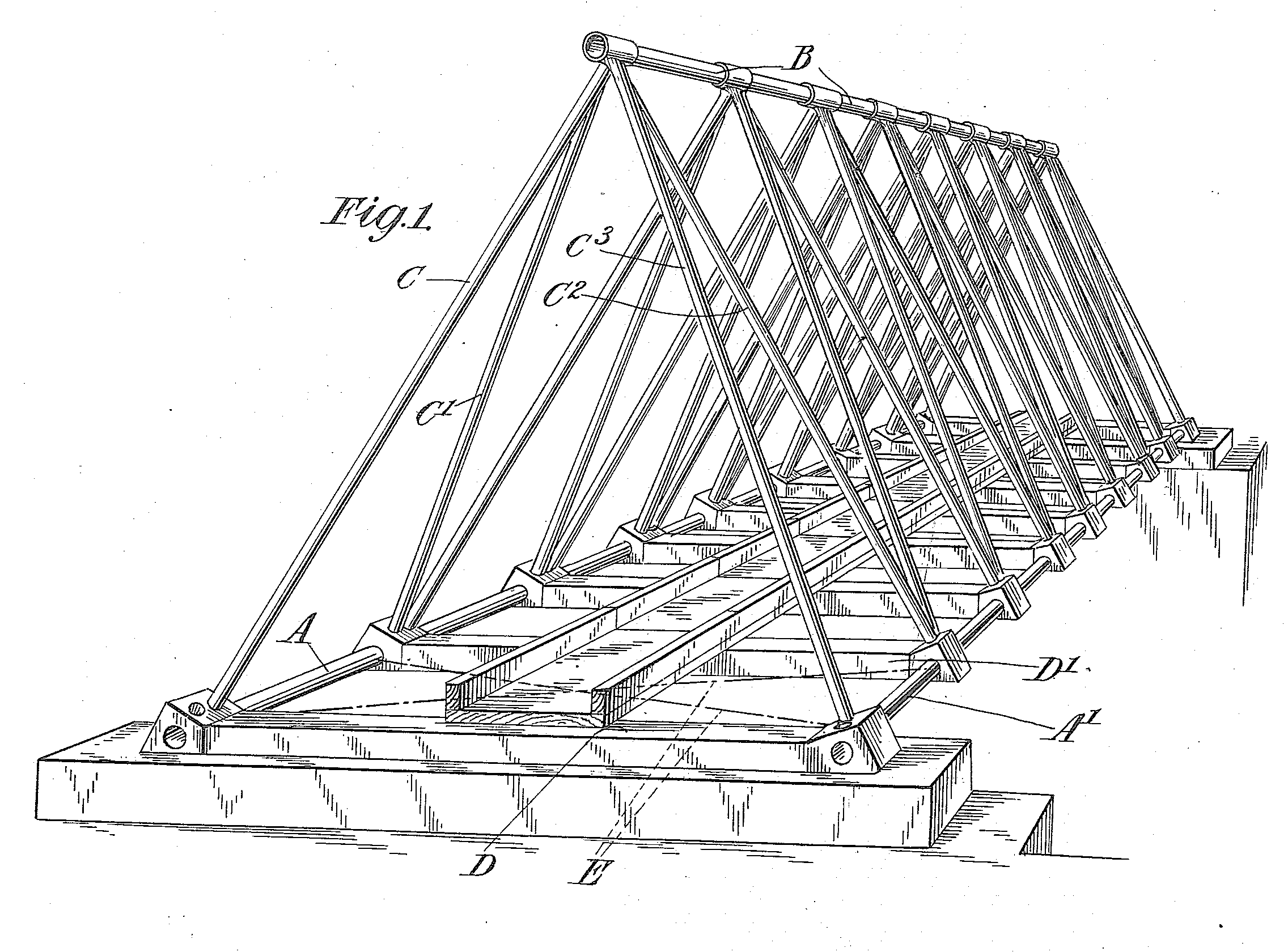
Patent einer Fußgängerbrücke von Inglis (1916)

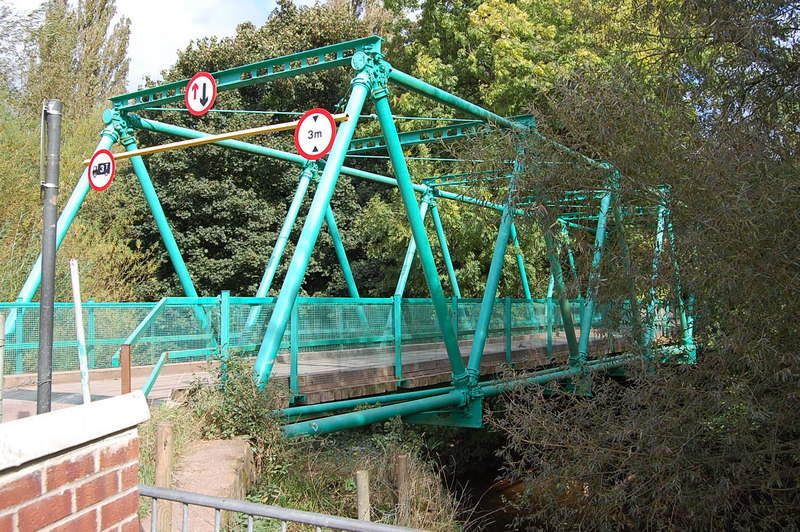
Inglis-Brücke über den River Monnow

Inglis war der Sohn eines Arztes und studierte an der Universität Cambridge (King’s College) Mathematik und Mechanik mit dem Bachelorabschluss 1897. Danach arbeitete er als Bauingenieur bei John Wolfe-Barry und Partnern, wo er Brücken für die Eisenbahn in der Umgebung Londons entwarf. Hier begann seine Beschäftigung mit dem Einfluss von Schwingungen auf Gebäude und speziell Brücken. 1901 wurde er Fellow des King’s College in Cambridge nach Einreichung einer Dissertation (The Balancing of Engines), erhielt seinen Master-of-Arts-Abschluss und wurde Mitglied der Institution of Civil Engineers. Er ging wieder an die Universität und wurde Assistent des Mechanik- und Maschinenbau-Professors Alfred Ewing am King’s College. 1908 wurde er Lecturer (unter dem Nachfolger von Ewing Bertram Hopkinson). Er befasste sich mit unterschiedlichsten Gebieten des Maschinenbaus (Schwingungen von Maschinen) und Bauingenieurwesens – unter anderem war er für die Universität im Rat der städtischen Wasserwerke von Cambridge. Im Ersten Weltkrieg diente er bei den Royal Engineers und erfand die Inglis-Brücke, ein wiederverwendbares System von Stahlbrückenteilen (Vorläufer der Bailey-Brücke im Zweiten Weltkrieg). 1919 wurde er dafür OBE. Er kehrte nach Cambridge zurück, wo er 1918 Professor of Mechanism and Applied Mechanics und Leiter der Abteilung Ingenieurwesen wurde (als Nachfolger von Hopkinson). 1943 ging er in den Ruhestand.
Eine Veröffentlichung von Inglis 1913 über die Ausbreitung von Rissen in den Platten von Schiffswänden, ausgehend von Nietlöchern, gilt heute als Pionierarbeit in der Riss-Mechanik. Er gab eine Formel der Spannungsverstärkung nahe Spitzen an (mit Faktor {\displaystyle (1+2\cdot {\sqrt {({\frac {L}{r}}}}))}, mit {\displaystyle L} der Risslänge, {\displaystyle r} dem Radius der Riss-Spitze).
Ab 1923 befasste er sich im Auftrag der British Railways mit den Wirkungen von Schwingungen auf Brücken verursacht durch Lokomotiven. Seine Untersuchungsergebnisse dazu wurden in die offiziellen britischen Empfehlungen übernommen.
1930 leitete er die Untersuchung des Luftschiff-Unglücks der R101. 1934 war er Präsident des International Congress on Theoretical and Applied Mechanics in Cambridge.
1945 wurde er geadelt. Er war Fellow der Royal Society. Ein Gebäude der Universität Cambridge ist nach ihm benannt. 1924 erhielt er die Telford Medal und 1944 die Charles Parsons Medal. 1929 erhielt er einen Ehrendoktor der Universität Edinburgh.
Zu seinen Studenten gehörten Frank Whittle und James N. Goodier. Er war seit 1901 verheiratet und hatte zwei Töchter. 1941/42 war er Präsident der Institution of Civil Engineers.

## Schriften
- A Mathematical Treatise on Vibrations in Railway Bridges, Cambridge University Press 1934
- Applied Mechanics for Engineers, Cambridge University Press 1951